# Dactylopius austrinus
Dactylopius austrinus är en insektsart som beskrevs av De Lotto 1974. Dactylopius austrinus ingår i släktet Dactylopius och familjen Dactylopiidae. Inga underarter finns listade i Catalogue of Life.